# Jesenice (Okrouhlá)
Jesenice (německy Gassnitz) je malá vesnice, část obce Okrouhlá v okrese Cheb v Karlovarském kraji. Nachází se 1,5 kilometru severozápadně od Okrouhlé na břehu vodní nádrže Jesenice. V roce 2011 zde trvale žilo 35 obyvatel.
Jesenice leží v katastrálním území Jesenice u Chebu o rozloze 3,62 km².

## Historie
První písemná zmínka o vesnici pochází z roku 1299.
Stará silnice Cheb – Plzeň dělila vesnici na dvě samostatné části. Po výstavbě nové silnice v roce 1833 se obě části spojily. Po druhé světové válce postihl vesnici odsun německého obyvatelstva a po válce došlo jen k částečnému dosídlení. Vesnice prakticky zanikla při výstavbě vodní nádrže Jesenice v letech 1957–1961. Ještě před dokončením přehradní hráze byla obec téměř vystěhována. Z původní zástavby se zachovaly pouze dva domy u památníku padlých v první světové válce. Většina pozůstatků domů se octla na dně přehradního jezera. Po dokončení stavby přehrady se na místě Jesenice vystavěla řada rekreačních objektů či objektů sloužících k ubytování rekreantů, například autokemp Baldi.

## Obyvatelstvo
Při sčítání lidu v roce 1921 zde žilo 253 obyvatel, všichni německé národnosti. Všichni obyvatelé se hlásili k římskokatolické církvi.
| Rok            | 1869 | 1880 | 1890 | 1900 | 1910 | 1921 | 1930 | 1950 | 1961 | 1970 | 1980 | 1991 | 2001 | 2011 | 2021 |
| -------------- | ---- | ---- | ---- | ---- | ---- | ---- | ---- | ---- | ---- | ---- | ---- | ---- | ---- | ---- | ---- |
| Počet obyvatel | 308  | 294  | 234  | 242  | 273  | 253  | 247  | 95   | 35   | 29   | 22   | 23   | 30   | 35   | 62   |
| Počet domů     | 45   | 46   | 46   | 42   | 42   | 41   | 41   | 22   | -    | 8    | 6    | 8    | 7    | 14   | 24   |

## Obecní správa
Při sčítání lidu v letech 1850–1956 Jesenice byla samostatnou obcí v okrese Cheb. V letech 1957–1975 byla částí obce Okrouhlá v okrese Cheb. Od 1. ledna 1976 do 23. listopadu 1990 byla částí obce Dolní Žandov v okrese Cheb. Od 24. listopadu 1990 je opět částí obce Okrouhlá v okrese Cheb. V letech 1850–1879 k obci patřila Salajna a Velká Šitboř, v letech 1850–1951 Stebnice a v letech 1850–1952 také Dřenice.